# Летателна площадка Казанлък
Летателна площадка Казанлък (по регистрация), или Казанлък, е летище в Централна България, близо до село Овощник, община Казанлък.
Разполага с писта за излитане и кацане върху грунд с дължина 600 m и ширина 25 m, която може да се използва от самолети с максимална излетна маса до 5700 kg.

## История
Летището е създадено преди Втората световна война и дълго време се използва от Военновъздушните сили като база за учебни полети с малки самолети. По-късно става основен център за подготовка на парашутисти, като през 1980 година там е проведено световно първенство по парашутизъм.
През 2007 година площадката е приватизирана от компанията „Кълвача“ ЕООД, Казанлък – дистрибутор на горива. Обявени са планове (2008) за изграждане на 2 нови писти с твърда настилка и дължина по 1800 m.
През 2016 г. собственикът на летището „Летище Казанлък“ АД става собственост на софийската компания „Авиотех“ ООД чрез прехвърляне на акции за сметка на задължения на предишния собственик „Кълвача Инвестмънт“ АД. Летището включва 320 дка терен и включва два хангара с обща площ 1750 кв. м.

## Полетна информация
Летателна площадка „Казанлък“ е разположена на 2 км югоизточно от град Казанлък по пътя за кв. Казанлъшки минерални бани.
Летателна площадка за извършване на авиационни услуги с ВС с максимална излетна маса под 5700 кг.
ICAO code: LBKL RWY 15/33.
ARP – N 42° 35' 10.1" Е 25° 25' 36.2" (WGS-84).
Надморска височина: 330 m (RWY 33 – 329 m, RWY 15 – 332 m)
На територията на Летателна площадка Казанлък се извършват всички дейности и спортове, свързани с леката авиация:
- полети с ултра леки и леки самолети
- мотоделтапланеризъм
- безмоторно летене
- авиомоделизъм
- парашутни скокове